# Jovsa
Jovsa  je obec na Slovensku. Nachází se v Košickém kraji, v okrese Michalovce. Obec má rozlohu 18,44 km² a leží v nadmořské výšce 134 m. V roce 2011 v obci žilo 820 obyvatel. První písemná zmínka o obci pochází z roku 1418. V katastrálním území obce je národní přírodní rezervace Jovsianska hrabina a chráněný areál Zemplínska šírava.